# Jardin botanique de l'Université de Grenade
 (juin 2023).
Si vous disposez d'ouvrages ou d'articles de référence ou si vous connaissez des sites web de qualité traitant du thème abordé ici, merci de compléter l'article en donnant les références utiles à sa vérifiabilité et en les liant à la section « Notes et références ».
 (juin 2023).
Le Jardin Botanique de l'Université de Grenade est un jardin botanique de petites dimensions situé dans la ville andalouse de Grenade. Il dépend administrativement de l'Université de Grenade.

## Emplacement
Le Jardin Botanique est une des pièces clefs du patrimoine de l'Université de Grenade, dont la création remonte à 1840, pour l'usage scientifique et d'étude. Il s'agit d'un jardin de petites dimensions où alternent les plantes en sol et en pots, situé dans les anciens vergers du Collège de la Compagnie de Jésus, siège de l'actuelle Faculté de Droit. En 1934 a été ajouté, dans la Sierra Nevada, le Jardin Alpin, actuellement dénommé Jardin Botanique Universitaire de Sierra Nevada et administré, conjointement avec le Jardin Botanique historique depuis 1996.

## Histoire

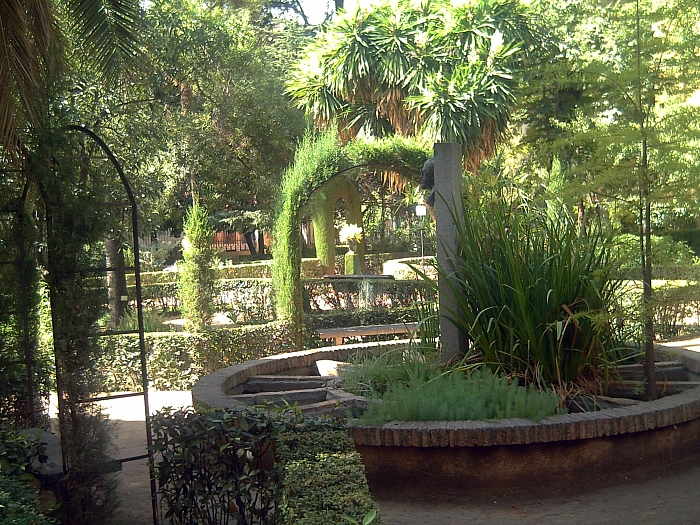
Jardin Botanique de l'Université de Grenade.

Bâti en 1783 avec le Collège de San Pablo, le Jardin Botanique de l'Université de Grenade présente deux particularités qui en font un des éléments patrimoniaux de référence de l'institution. En premier lieu, la diversité des plantes découle de son usage comme lieu de recherche et d'expérimentation scientifique. Deuxièmement, la conservation du tracé et l'ordonnancement original des plantes tels qu'au XIXe siècle.
Le jardin est uni à l'actuelle Faculté de droit par une porte en fer forgé datant du XIXe siècle, réalisée par l'architecte Juan Monserrat Vergés et dédiée aux botanistes Antonio José Cavanilles et Lagasca Segura, sculptés en 1877 par Francisco Morales.
Outre son tracé, l'École Botanique conserve aussi des témoignages de ses origines. Le portail en pierre de l'entrée, une tonnelle de fer et des bancs en pierre sont conservés.

### Espèces remarquables
- Ginkgo biloba
- Sophora du Japon (Sophora japonica)
- Kaki de Virginie (Diospyros virginiana)
- Pin canarien (Pinus canariensis)
- Macasar (Chimonanthus praecox)
- Myrte commun (Myrtus communis)
- Yucca (Yucca gigantea)
- Cyprès (Cupressus sempervirens)
- Palmier nain (Chamaerops humilis)
- Chêne vert (Quercus rotundifolia)
- Cyprès des marais (Taxodium distichum)
- Palmier de Chine (Trachycarpus fortunei)